# Pawel Wassiljewitsch Bogdanow

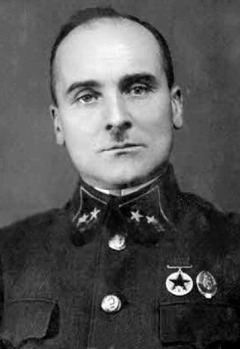
Pawel Bogdanow

Pawel Wassiljewitsch Bogdanow (russisch Павел Васильевич Богданов, * 1900; † 24. April 1950) war ein sowjetischer Offizier.

## Dienst im sowjetischen Militär
1918 trat er der Roten Armee bei und nahm am Russischen Bürgerkrieg teil. 1931 trat er der Kommunistischen Allunions-Partei bei. Ihm wurde die Jubiläumsmedaille „XX Jahre Rote Arbeiter-und-Bauern-Armee“ verliehen.
Im August 1939 wurde er zum Kommandeur der 48. Schützendivision der 8. Armee ernannt, die zu dieser Zeit an der sowjetischen Grenze zu Lettland stationiert war. Während des Winterkriegs 1939–40 entsandte Bogdanows Division einige ihrer untergeordneten Einheiten in diesen Krieg. Monate nach dem Ende des Winterkriegs nahm Bogdanows Division im Juli 1940 an der sowjetischen Besetzung der baltischen Staaten teil. Am 7. Juli 1940 überquerte die Vorhut des 328. Schützenregiments der Division die sowjetisch-lettische Grenze an der Spitze der einfallenden Streitkräfte der Roten Armee. Nach ihrem siegreichen Einmarsch hatte sich die gesamte Division bis zum 2. August in Riga konzentriert. Am 4. Juni 1940 wurde Bogdanow zum Generalmajor befördert.
Im Februar 1941 schickte jedes Regiment der Division gemäß einem Befehl des Hauptquartiers des baltischen Militärbezirks und dem sowjetischen Verteidigungsplan von 1941 ein Schützenbataillon vor, um die sowjetische Verteidigung entlang der Staatsgrenze zu Deutschland in der an Ostpreußen angrenzenden Region Eržvilkas (Rajongemeinde Jurbarkas) zu verstärken. Später kehrte die Division am 14. Juni 1941 aus dem Sommerlager nach Riga zurück und marschierte zwei Tage später aus der Stadt hinaus, um an groß angelegten taktischen Übungen nahe der Staatsgrenze teilzunehmen. In der Nacht vom 21. auf den 22. Juni machten die Hauptstreitkräfte der Formation in der Region Raseiniai, 40–50 Kilometer von der ostpreußischen Grenze entfernt, eine Rast. Hier blieben sie bis zum Morgen des 22. Juni, als die deutschen Streitkräfte das Unternehmen Barbarossa begannen.
Am 22. Juni eröffnete die deutsche Artillerie das Feuer gegen die vordersten Bataillone der Division, die zuvor in das befestigte Gebiet entlang der Grenze vorgedrungen waren. Das Personal dieser vier Bataillone und die kooperierenden Grenzschutztruppen verteidigten sich gegen den darauffolgenden deutschen Bodenangriff. Die Hauptkräfte von Bogdanows Division gerieten in direkten Kontakt mit den vorrückenden Deutschen, und da Munition knapp war, mussten sich die sowjetischen Soldaten und Offiziere oft in vergebliche Angriffe stürzen und dabei nur Bajonette einsetzen.
Das erste Gefecht bei Eržvilkas dauerte bis zum Nachmittag des 22. Juni als die Division den Befehl erhielt, sich auf eine neue Verteidigungslinie zurückzuziehen. Während des kämpfenden Rückzugs verlor die Division das gesamte Personal der Regimentskadettenschulen und fast alle ihre Bataillons-, Kompanie- und Zugführer. Auch die Schützenbataillone gingen schwer beschädigt und personell unterbesetzt aus der Schlacht hervor. Nach dem Rückzug in Richtung der Stadt Raseiniai bezogen Bogdanows Soldaten eine neue Verteidigungsposition auf den Höhen südlich der Stadt. Bogdanows Truppen kämpften weitere 14 Stunden. Da der Feind mit einer doppelten Einkesselung von Raseiniai begonnen hatte, zog sich die Division erneut zurück. Während des Rückzugs führten wirre Anweisungen von Oberst Melnikow, dem stellvertretenden Kommandeur der Division, dazu, dass sie den Großteil ihrer Nachhut verlor.
Ab dem 24. Juni versuchte Bogdanows Division neue Verteidigungsanlagen in der Nähe Šiauliais zu errichten und hielt die vorrückenden Deutschen mehrere Tage lang auf. Anfang Juli befahl das Kommando der 8. Armee der Division, sich auf die Linie der Düna zurückzuziehen. Laut der Hauptdirektion für die Aufstellung und Besetzung der Streitkräfte der Roten Armee ist Bogdanow etwa zu dieser Zeit im Einsatz verschwunden.

## Kollaboration im deutschen Militär
Er wurde in das deutsche Kriegsgefangenenlager Suwałki in Polen gebracht und soll fast sofort mit den Deutschen kollaboriert haben. Er verriet ihnen zunächst alle politischen Mitarbeiter und Kommissare der Division. Bald darauf wurde er Lagerkommandant. Er beteiligte sich an der Gründung der sogenannten „1. SS-Russischen Nationalbrigade“, über die in der russischen Geschichtsliteratur so gut wie nichts geschrieben wurde. Die Brigade bestand aus ehemaligen Soldaten der Roten Armee, die von den Deutschen gefangen genommen worden waren und dann übergelaufen waren. Die Deutschen versuchten, sie vor allem im Kampf gegen sowjetische Partisanen im hinteren Bereich der Wehrmacht einzusetzen. Im Mai 1942 wurde eine Untereinheit aus sowjetischen Kriegsgefangenen aus dem Kriegsgefangenenlager Suwałki gebildet. Nach ihrer Gründung nannten die Deutschen die Untereinheit „1. Russische SS-Freiwilligenabteilung“. Sie bestand zunächst aus 90 ehemaligen Offizieren der Roten Armee und zehn Mannschaften, die 1941 von den Deutschen gefangen genommen worden waren.
Später im Jahr 1942 gründeten die Deutschen eine weitere Militärformation aus ehemaligen russischen Kriegsgefangenen in der Nähe von Lublin: Die sogenannte „2. SS-Freiwilligenabteilung“ bestand aus 200 Mann. Bogdanow trat ihr im Dezember 1942 als einfacher Soldat bei, nachdem er seinen Rang als sowjetischer General und seine sowjetische Staatsbürgerschaft aufgegeben hatte. Bald darauf wurde Bogdanow zum Leutnant befördert und wurde Anfang 1943 stellvertretender Stabschef der Abteilung. Im Frühjahr 1943 verlegten die Deutschen diese Abteilung, die nun aus 500 Mann bestand, nach Luschki (Rajon Scharkouschtschyna), wo sich die 1. Abteilung bereits befand. Bogdanow wurde dann Chef des „Präventionsdienstes (Spionageabwehr)“ des „1. SS-Russischen Nationalregiments“, das aus der Zusammenlegung der 1. und 2. SS-Abteilung gebildet wurde. Im Sommer 1943 wurde Bogdanow Chef des Spionageabwehrdienstes der 1. SS-Russischen Nationalbrigade, die auf der Grundlage des 1. SS-Russischen Nationalregiments gebildet worden war. Kurz darauf wurde er zum Generalmajor befördert.

## Gefangennahme durch die Sowjets
Wladimir Gil, der Kommandeur der 1. SS-Russischen Nationalbrigade, hatte einen heimlichen Plan, der deutschen Gefangenschaft zu entkommen, der vorsah, sich den sowjetischen Partisanen anzuschließen. Er weihte Bogdanow nicht ein, da er ihm misstraute und ihn verachtete, weil er ihn als Verräter am Mutterland ansah, der deutsche Befehle zu eifrig befolgte.
Gil stellte eine Gruppe aus ehemaligen Offizieren der Roten Armee zusammen, die geheime Gespräche mit dem Kommandeur der belarussischen Partisanenbrigade „Schelesnjak“ führte. Aufgrund dieser Kontakte stimmte Gil zu, dass seine Brigade überlaufen und sich der Schelesnjak-Brigade anschließen und später gemeinsame Operationen gegen die Deutschen durchführen würde. Nach dem Überlaufen zu den Partisanen am 16. August 1943 verhaftete Gil Bogdanow und mehrere der eifrigsten Unterstützer der Deutschen der Brigade. Kurz darauf wurden die Gefangenen von einem Partisanenflugplatz zurückgeflogen.
Nach einer langwierigen Sicherheitsuntersuchung wurde Bogdanow zum Vaterlandsverräter erklärt. Am 26. Oktober 1946 meldete die 3. Direktion des MGB die Ergebnisse ihrer Untersuchung dem Volkskommissariat für Verteidigung. Am 24. April 1950 wurde Bogdanow wegen Hochverrats zum Tode verurteilt.